# Castello Devachan
Il Castello Devachan è una storica residenza di Sanremo in Italia.

## Storia
La villa venne completata nel 1909 secondo un progetto di Pietro Agosti redatto nel 1905.  La cava di Capo Nero fornì il materiale da costruzione. Venne acquistata dal nobile inglese John Horace Savile, quinto conte di Mexbourough e inizialmente chiamata Villa Sylvia Mexborough in onore della seconda moglie, Sylvia Cecilia Maria de Ser-Antoni (vedova Clerk), di origini lucchesi, sposata nel 1906. A causa della carriera militare, il conte aveva trascorso molti anni in Oriente, tanto da abbracciare, a inizio novecento, la religione buddista. Pertanto alla morte della moglie, nel 1915, il settantaduenne conte, che sposò in terze nozze la giovane vedova Anne Ritche nel gennaio del 1916, decise di rinominare il castello in Devachan. Questo termine proviene dal tibetano 'bde-wa-ca', e indica in teosofia lo stato di coscienza in cui si trova l'ego dopo la morte del corpo prima di reincarnarsi, in una condizione di illusoria beatitudine. A soli sei mesi dal terzo matrimonio, nel giugno del 1916, il conte morì lasciando vedova la moglie.
Quando alcuni anni dopo il comandante Edoardo Marcegaglia divenne proprietario del castello, lo concesse al governo italiano per farne la sede, tra il 19 aprile e il 24 aprile 1920, della Conferenza di Sanremo (nota anche come Conferenza degli stretti), durante la quale vennero risolte le questioni di assegnamento territoriale tra gli alleati riguardanti l'ex Impero ottomano, al termine della prima guerra mondiale. In tale occasione, nonostante le speranze italiane, non venne deliberato niente riguardo a Fiume, da dove un contrariatissimo Gabriele D'Annunzio inviò ai partecipanti alla conferenza la famosa missiva Ai biscazzieri di Sanremo, definendo tra l'altro il castello "una grossa villa di pessimo gusto". Nonostante tale giudizio, negli anni seguenti D'Annunzio acquistò, a un'asta giudiziaria, parte degli originali arredi in stile Luigi XVI presenti nel castello.
Negli anni seguenti la proprietà passò di mano varie volte: prima venne venduta a Roberto Cibrario, quindi divenne del colonnello Spencer Stenfield, che sposò una cantante lirica russa e divenne punto di riferimento per la comunità ortodossa locale. Intorno agli anni trenta un inglese, Archdale, commissionò una campagna fotografica dell'edificio. Nel corso della seconda guerra mondiale il castello divenne sede del comando delle SS di stanza a Sanremo. Attualmente la villa è un residence per vacanze.

## Descrizione
La villa sorge tra le colline a ridosso del corso degli Inglesi. A pianta centrale, preceduta da un ampio ingresso circolare, è interamente in pietra bugnata con minime rivisitazioni di neogotico.